# Придніпровське (Запорізький район)
Придніпро́вське — село в Україні, у Широківській сільській громаді Запорізького району Запорізької області. Населення становить 79 осіб.

## Географія
Село Придніпровське розташоване за 34 км від обласного центру та 25 км від адміністративного центру Широківської сільської громади,  на правому березі річки Дніпро у колишнього Гадючого (Вільного) порогу. Вище і нижче за течією село оточене великими затоками. За 2 км розташоване село Привільне. До села примикає декілька масивів присадибних ділянок.

## Історія
Село засноване 1943 року. В селі існувала німецька колонія Марієнталь, яка також мало назву Лачинове, що входила до складу Хортицької волості.
З 24 серпня 1991 року село  у складі Незалежної України.
13 жовтня 2016 року Лукашівська сільська рада, в ході децентралізації, об'єднана з Широківською сільською громадою.
12 червня 2020 року, відповідно до розпорядження Кабінету Міністрів України від № 713-р «Про визначення адміністративних центрів та затвердження територій територіальних громад Запорізької області», село увійшло до складу Широківської сільської громади.
19 липня 2020 року, в результаті адміністративно-територіальної реформи та ліквідації колишнього Запорізького району (1965—2020), село увійшло до складу новоутвореного Запорізького району.

## Археологічні розвідки
Поблизу села Придніпровського досліджено дві пізньопалеолітичні стоянки (15—10 тис. років тому), 4 поселення та 2 могильники доби неоліту (V–IV тисячоліття до н. е.), поселення і могильники доби бронзи (II тисячоліття до
н. е.) та черняхівської культури (II–VI ст. ст. н. е.).